# Giao diện quản lý nền tảng thông minh
Giao diện quản lý nền tảng thông minh (hay được gọi là IPMI, viết tắt của The Intelligent Platform Management Interface) là một tập hợp các thông số kỹ thuật giao diện máy tính cho một hệ thống con máy tính tự trị cung cấp khả năng quản lý và giám sát độc lập với CPU, phần sụn (firmware) (BIOS hoặc UEFI) và hệ điều hành của hệ thống chủ. IPMI định nghĩa một tập hợp các giao diện được quản trị viên hệ thống sử dụng để quản lý ngoài băng tần của hệ thống máy tính và giám sát hoạt động của chúng. Ví dụ: IPMI cung cấp một cách để quản lý một máy tính có thể bị tắt nguồn hoặc không phản hồi bằng cách sử dụng kết nối mạng với phần cứng chứ không phải với hệ điều hành hoặc trình bao đăng nhập. Một trường hợp sử dụng khác có thể là cài đặt hệ điều hành tùy chỉnh từ xa. Nếu không có IPMI, việc cài đặt hệ điều hành tùy chỉnh có thể yêu cầu quản trị viên phải có mặt thực tế gần máy tính, lắp đĩa DVD hoặc ổ đĩa flash USB có chứa trình cài đặt hệ điều hành và hoàn tất quá trình cài đặt bằng màn hình và bàn phím. Sử dụng IPMI, quản trị viên có thể gắn ảnh ISO, mô phỏng DVD trình cài đặt và thực hiện cài đặt từ xa.
Đặc điểm kỹ thuật được dẫn đầu bởi Intel và được xuất bản lần đầu tiên vào ngày 16 tháng 9 năm 1998. Nó được hỗ trợ bởi hơn 200 nhà cung cấp hệ thống máy tính, chẳng hạn như Cisco, Dell, Hewlett Packard Enterprise, Intel, OnLogic, Marvell Semiconductor, NEC Corporation, SuperMicro và Tyan.
Người kế nhiệm IPMI là Redfish.

## Chức năng
Việc sử dụng giao diện và giao thức chuẩn hóa cho phép phần mềm quản lý hệ thống dựa trên IPMI quản lý nhiều máy chủ khác nhau. Là một đặc tả giao diện cấp phần cứng, dựa trên tin nhắn, IPMI hoạt động độc lập với hệ điều hành (OS) để cho phép quản trị viên quản lý hệ thống từ xa trong trường hợp không có hệ điều hành hoặc phần mềm quản lý hệ thống. Do đó, các chức năng IPMI có thể hoạt động trong bất kỳ trường hợp nào trong ba trường hợp:
trước khi hệ điều hành khởi động (ví dụ: cho phép giám sát từ xa hoặc thay đổi cài đặt BIOS)
khi hệ thống bị sập nguồn
sau khi hệ điều hành hoặc hệ thống bị lỗi - đặc điểm chính của IPMI so với quản lý hệ thống trong băng là nó cho phép đăng nhập từ xa vào hệ điều hành bằng SSH
Quản trị viên hệ thống có thể sử dụng tin nhắn IPMI để giám sát trạng thái nền tảng (chẳng hạn như nhiệt độ hệ thống, điện áp, quạt, nguồn điện và xâm nhập thùng máy); để truy vấn thông tin hàng tồn kho; để xem lại nhật ký phần cứng của các điều kiện ngoài phạm vi; hoặc để thực hiện các thủ tục khôi phục, chẳng hạn như đưa ra các yêu cầu từ một bảng điều khiển từ xa thông qua các kết nối tương tự, ví dụ: hệ thống tắt nguồn và khởi động lại, hoặc định cấu hình bộ định thời cho cơ quan giám sát. Tiêu chuẩn cũng xác định cơ chế cảnh báo để hệ thống gửi bẫy sự kiện nền tảng giao thức quản lý mạng đơn giản (SNMP viết tắt simple network management protocol) (PET viết tắt platform event trap).
Hệ thống được giám sát có thể bị tắt nguồn, nhưng phải được kết nối với nguồn điện và phương tiện giám sát, thường là kết nối mạng cục bộ (LAN). IPMI cũng có thể hoạt động sau khi hệ điều hành khởi động và hiển thị dữ liệu quản lý và cấu trúc cho phần mềm quản lý hệ thống. IPMI chỉ quy định cấu trúc và định dạng của các giao diện làm tiêu chuẩn, trong khi các triển khai chi tiết có thể khác nhau. Việc triển khai IPMI phiên bản 1.5 có thể giao tiếp thông qua mạng cục bộ trực tiếp ngoài băng tần (LAN) hoặc kết nối nối tiếp hoặc qua kết nối mạng cục bộ băng tần bên (LAN) với một máy khách từ xa. Kết nối mạng LAN băng tần bên sử dụng bộ điều khiển giao diện mạng bo mạch (NIC). Giải pháp này ít tốn kém hơn so với kết nối mạng LAN chuyên dụng nhưng cũng bị hạn chế về băng thông và các vấn đề bảo mật.
Các hệ thống tuân thủ IPMI phiên bản 2.0 cũng có thể giao tiếp thông qua nối tiếp qua mạng LAN, nhờ đó đầu ra bảng điều khiển nối tiếp có thể được xem từ xa qua mạng LAN. Các hệ thống triển khai IPMI 2.0 thường cũng bao gồm KVM qua IP, phương tiện ảo từ xa và chức năng giao diện máy chủ web nhúng ngoài băng tần, mặc dù nói một cách chính xác, những điều này nằm ngoài phạm vi của tiêu chuẩn giao diện IPMI.
DCMI (Data Center Manageability Interface) là một tiêu chuẩn tương tự dựa trên IPMI nhưng được thiết kế để phù hợp hơn cho việc quản lý Trung tâm dữ liệu: nó sử dụng các giao diện được xác định trong IPMI, nhưng giảm thiểu số lượng giao diện tùy chọn và bao gồm kiểm soát giới hạn nguồn, cùng những điểm khác biệt khác.